# Hoylake cum West Kirby

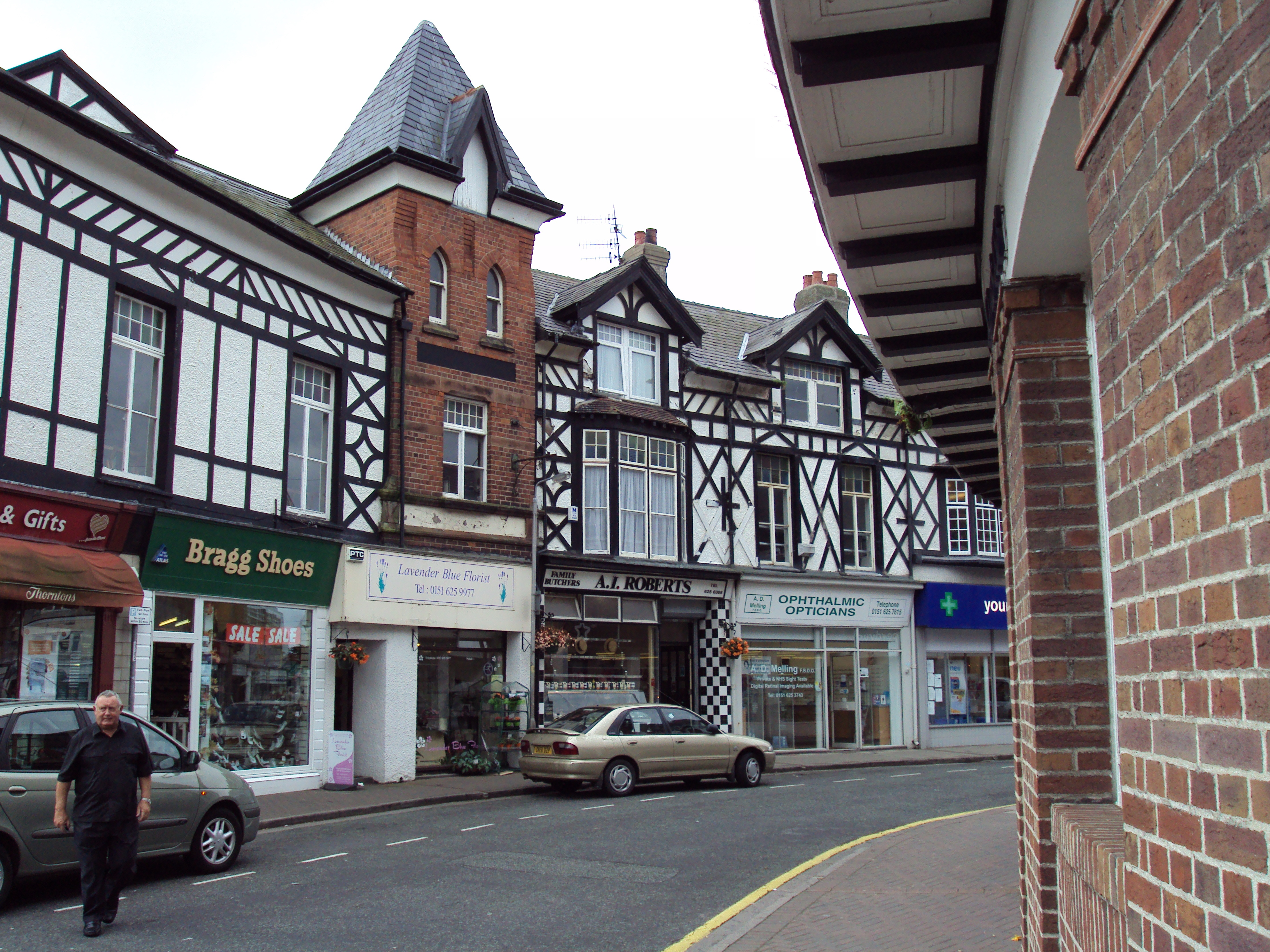
West Kirby

Hoylake cum West Kirby var en civil parish från 1894 till 1974, i grevskapet Cheshire (nu Merseyside), i England. Denna civil parish var belägen 10 km från Birkenhead och hade 17 892 invånare år 1951. Hoylake and West Kirby var ett distrikt från 1894 till 1933 då den blev en del av Hoylake.